# Caspar Schamberger
Caspar Schamberger (11. září 1623 Lipsko – 8. dubna 1706 tamtéž) byl německý chirurg, který se v polovině 17. století dostal do Japonska, kde vyvolal dlouhodobý zájem o západní chirurgii.
Caspar Schamberger se narodil v Lipsku jako syn obchodníka s vínem Balthasara Schambergera a jeho ženy Marthy. Otec se do Lipska přistěhoval z franckých zemí. Po ukončení svého studia se vydal na tříletý vandr, který ho zavedl na sever Německa, Dánska, Švédska a nakonec do Holandska. Zde se roku 1643 přidal k Nizozemské východoindické společnosti (VOC) a po dobrodružné plavbě, včetně ztroskotání u mysu Dobré naděje, doplul roku 1644 do Batávie. Tam byla hlavní základna společnosti ve východní Asii. Odtamtud byl VOC nejprve vyslán do Goa, poté na Cejlon a do Persie (Kismis, Gamron). Po návratu zpět do Batávie bylo roku 1646 umístěn ve Fort Zeelandii (Tchaj-wan). Roku 1649 byl pak vyslán jako chirurg na obchodní stanici Dedžima (Nagasaki) v Japonsku.

## V Japonsku
Caspar Schamberger se jakožto zakladatel "Casparovy chirurgické školy" (kasuparuryû-geka) stal jednou z nejznámějších postav japonské lékařské historie. Po "medicíně jižních barbarů" (nanban-igaku), kterou charakterizovali misionáři z Pyrenejského poloostrova v "křesťanském století" (1546~1641), to byla první škola z řady škol "rudovlasé medicíny" (kômô-igaku), která neustále rozšiřovala svůj vliv až do otevření země v 19. století. Její původce, který byl v Japonsku ve službách nizozemské Sjednocené východoindické společnosti (VOC) v letech 1649-1651, se paradoxně nikdy nedozvěděl, jak dlouhodobý vliv v Japonsku zanechal. Dokonce ani v záznamech faktorie v Dedžimě "tzv. daghregister" VOC by za normálních okolností pravděpodobně nikdy nebyl ani uveden jménem. Když však roku 1649 cestoval s vyslancem Andriesem Frisiusem na dvůr šóguna Iemicu Tokugawy, zažil něco nevídaného. Schamberger a další tři členové delegace byli Japonci požádáni, aby odložili zpáteční cestu do Nagasaki a zůstali ještě nějakou dobu v Edu. Strávil tedy téměř deset měsíců přímo v politickém centru země, která byla cizincům téměř nepřístupná. Léčil vysoce postavené pacienty a školil místní lékaře. Bohatě odměněn se vrátil do Nagasaki a krátce nato se v letech 1650-1651 zúčastnil další cesty ke dvoru. Na podzim roku pak 1651 Schamberger Japonsko definitivně opustil.

## Návrat do Evropy

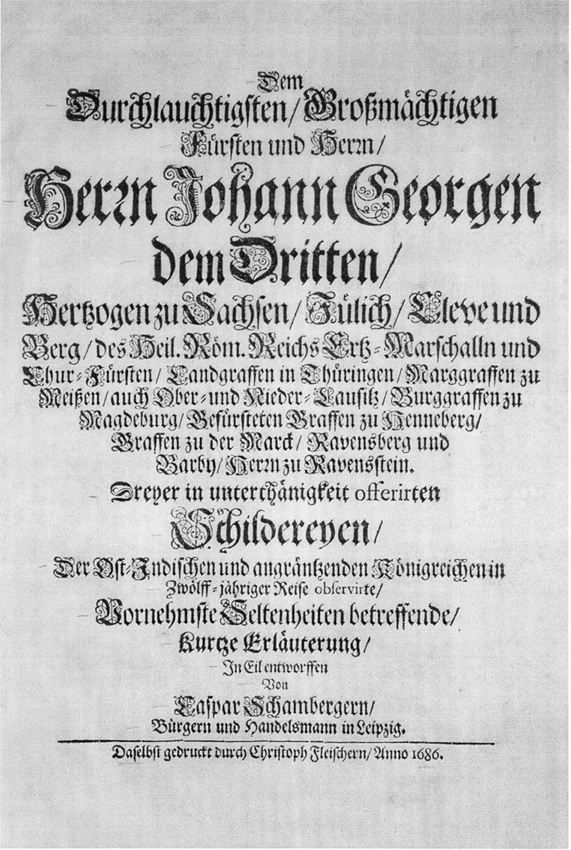
Titulní strana brožury vydané Casparem Schambergerem pojednávající o lidech, rostlinách, mincích a dalších pozorováních z jeho pobytu ve východní Asii.

Do rodného Lipska se vrátil roku 1655, kde získal občanství a začal se věnovat obchodu. Dosáhl značného úspěchu jako obchodník se zlatem, stříbrem a látkami. Na dobových mapách města lze Schambergerovo jméno nalézt na jedné z velkých veřejných zahrad před branami města. Společenského vrcholu pak rodina dosáhla díky kariéře jeho syna Johanna Christiana Schamberga, který se stal profesorem medicíny a rektorem lipské univerzity.
Roku 1686 Schamberger soukromě publikoval rozsáhlý popis ilustrací, na nichž jsou vyobrazeni nejrůznější lidé, exotické ovoce, zvířata, mince a další artefakty, které pozoroval po celé "Východní Indii". Je to věnována vévodovi Johannu III. Z tohoto díla se však dochoval pouze jeden známý exemplář.
Caspar Schamberger zemřel ve svém rodném městě 8. dubna 1706.

## Dědictví
Od doby jeho působení se lékaři na obchodní stanici Dedžimě těšili velkému zájmu japonských kolegů. To přispělo k rozkvětu tzv. "holandských studií" (rangaku), která v 18. století zažila velký rozmach. Rangaku postupně zahrnulo i další vědní obory a bylo důležitým předpokladem pro rychlou modernizaci Japonska po jeho otevření roku 1868. Ještě v 19. století se v Japonsku opisovaly a šířily rukopisy s recepty od "Meester Caspar" (Mésutoru Kasuparu). S používáním nových léků rostl také zájem o nahrazení drahých holandských dovozů japonskými produkty, což vedlo v prvních dvou desetiletích po Schambergerovi k systematickému zkoumání domácí flóry a rozvoji japonské botaniky vydáním díla Jamato Honzó (大和本草, Yamato honzō) od Ekikena Kaibary v roce 1709.